# Забытый золотой рудник голландца

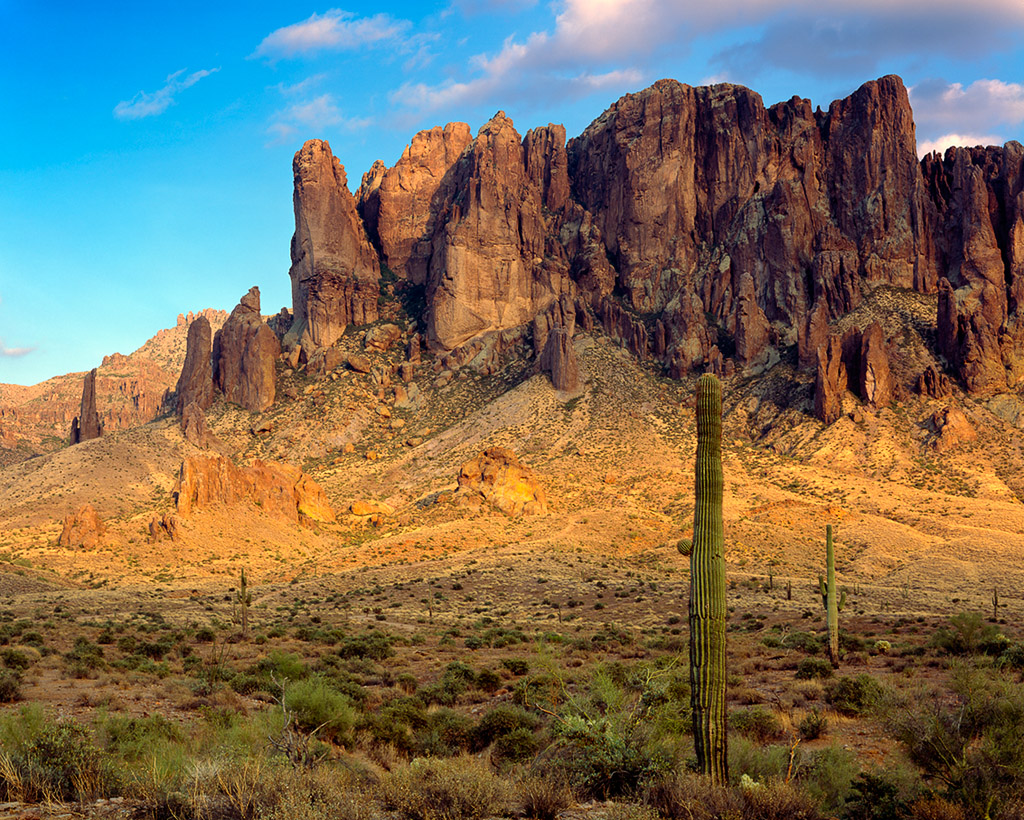
Восточный край Гор Суеверия.

Забытый (потерянный) золотой рудник голландца (англ. Lost Dutchman’s Gold Mine) — легендарный крупный золотой рудник, якобы находящийся на юго-западе США. Согласно легендам, он расположен в Горах Суеверия (Superstition Mountains) в штате Аризона, недалеко от города Финикс. Поиски утраченного рудника, которые начались в конце XIX века, ведутся до сих пор, при этом кое-кто из искателей, гонясь за призрачным золотом в надежде разбогатеть, вместо сокровищ нашел свою погибель. По некоторым версиям легенды, на рудник наложено заклятие или же его охраняют от непрошеных гостей таинственные стражи.
Рудник назван в честь иммигранта Якоба Вальса (ок. 1810—1891) — выходца из Германии (слово Dutchman в английском языке в тот период использовалось для обозначения не только голландцев, но и немцев), который якобы отыскал этот рудник в середине XIX века и держал его месторасположение в секрете.
Золотой рудник голландца — самый известный из американских «забытых рудников»; каждый год на его поиски отправляется около 8000 человек. Большинство современных историков и фольклористов считают историю о руднике легендой, однако в его существование верили и многие авторитетные люди, в том числе бывший генеральный прокурор Аризоны Роберт К. Корбин, активно занимавшийся поисками рудника.